# Scolopendra laeta
Scolopendra laeta är en mångfotingart som beskrevs av Haase 1887. Scolopendra laeta ingår i släktet Scolopendra och familjen Scolopendridae.

## Underarter
Arten delas in i följande underarter:
- S. l. laeta
- S. l. fasciata
- S. l. flavipes